# Omloop Het Nieuwsblad femminile 2022
L'Omloop Het Nieuwsblad femminile 2022, diciassettesima edizione della corsa, valida come prova di classe 1.Pro dell'UCI Women's ProSeries 2022, si svolse il 26 febbraio 2022 su un percorso di 128,4 km, con partenza da Gand e arrivo a Ninove, in Belgio. La vittoria fu appannaggio della neerlandese Annemiek van Vleuten, la quale completò il percorso in 3h25'54", alla media di 37,416 km/h, precedendo le connazionali Demi Vollering e Lorena Wiebes.
Delle 140 cicliste partenti, 118 portarono a termine la competizione.

## Squadre e cicliste partecipanti
Al via 24 formazioni.
| N.      | Cod. | Squadra                    |
| ------- | ---- | -------------------------- |
| 1-6     | SDW  | Team SD Worx               |
| 11-16   | TFS  | Trek-Segafredo             |
| 21-26   | LSL  | Lotto Soudal               |
| 31-36   | CSR  | Canyon-SRAM Racing         |
| 41-46   | TIB  | EF Education-Tibco-SVB     |
| 51-56   | FSF  | FDJ Suez Futuroscope       |
| 61-66   | LIV  | Liv Racing Xstra           |
| 71-76   | MOV  | Movistar Team              |
| 81-86   | BEX  | Team BikeExchange-Jayco    |
| 91-96   | ARK  | Arkéa Pro Cycling Team     |
| 101-106 | BCV  | Bingoal Casino-Chevalmeire |
| 111-116 | WNT  | Ceratizit-WNT Pro CT       |

| N.      | Cod. | Squadra                  |
| ------- | ---- | ------------------------ |
| 121-126 | COF  | Cofidis Women Team       |
| 131-136 | IBC  | IBCT                     |
| 141-146 | LEW  | Le Col-Wahoo             |
| 151-156 | MUL  | Multum Accountants       |
| 161-166 | NXG  | NXTG by Experza          |
| 171-176 | PHV  | Parkhotel Valkenburg     |
| 181-186 | HPU  | Team Coop-Hitec Products |
| 191-196 | DSM  | Team DSM                 |
| 201-206 | JVW  | Team Jumbo-Visma         |
| 211-216 | VAL  | Valcar-Travel & Service  |
| 221-226 | UAD  | UAE Team ADQ             |
| 231-236 | UXT  | Uno-X Pro Cycling Team   |

## Ordine d'arrivo (Top 10)
| Pos. | Corridore            | Squadra   | Tempo    |
| ---- | -------------------- | --------- | -------- |
| 1    | Annemiek van Vleuten | Movistar  | 3h25'54" |
| 2    | Demi Vollering       | SD Worx   | s.t.     |
| 3    | Lorena Wiebes        | DSM       | a 25"    |
| 4    | Elisa Balsamo        | Trek      | s.t.     |
| 5    | Clara Copponi        | FDJ       | s.t.     |
| 6    | Emma Norsgaard       | Movistar  | s.t.     |
| 7    | Anna Henderson       | Jumbo     | s.t.     |
| 8    | Maria Confalonieri   | Ceratizit | s.t.     |
| 9    | Marta Bastianelli    | UAE       | s.t.     |
| 10   | Julie Leth           | Uno-X     | s.t.     |